# Esdebitazione
L'esdebitazione, nel diritto italiano, è il beneficio della liberazione dei debiti non onorati, al termine di una procedura fallimentare, che si concede al fallito, persona fisica, in presenza di particolari requisiti oggettivi e soggettivi.

## Presupposti
L'art 142 della legge fallimentare considera meritevole di accedere al beneficio dell'esdebitazione solo l'imprenditore persona fisica (e quindi non le società)
- che abbia cooperato con gli organi della procedura fornendo documenti e informazioni utili alla procedura;
- che nei 10 anni precedenti non abbia beneficiato di altra esdebitazione;
- che non abbia depauperato l'attivo;
- che non abbia esposto debiti inesistenti;
- che non abbia aggravato il dissesto rendendo difficoltosa la ricostruzione del patrimonio[4];
- che non sia stato condannato per bancarotta fraudolenta o delitti contro l'economia pubblica, commercio e industria.

L'ammissione all'esdebitazione è subordinata anche alla parziale soddisfazione dei crediti concorsuali.
Altro presupposto, detto presupposto oggettivo, per l’ammissione alla procedura è che il debitore si trovi in uno stato di sovraindebitamento.
Lo stato di sovraindebitamento è la condizione di squilibrio perdurante tra debiti e patrimonio, che pone il soggetto in una situazione di difficoltà o impossibilità di pagare i propri debiti

## Effetti
In presenza di tali requisiti il tribunale, con lo stesso decreto di chiusura, dichiara d'ufficio inesigibili i crediti concorsuali non soddisfatti integralmente nei confronti del debitore. 
L'esdebitazione comprende tutti i debiti dell'ex fallito anteriori al fallimento.
Fanno eccezione all'esdebitazione gli obblighi derivanti da rapporti estranei all'impresa (mantenimento/alimenti) e le responsabilità extracontrattuali oltre alle sanzioni pecuniarie penali e amministrative.

## Ratio dell'istituto
La finalità dell'istituto è quella di dare la possibilità all'ex fallito di svolgere nuovamente attività economica con la produzione di nuova ricchezza.

## Aspetti processuali
L'art 143 legge fallimentare dispone che l'esdebitazione sia concessa con lo stesso decreto che dichiara la chiusura del fallimento o anche con decreto emanato su ricorso del debitore entro l'anno successivo alla chiusura. Contro il decreto si può presentare reclamo alla corte d’appello.